# Signe Bruun
Signe Kallesøe Bruun (født 6. april 1998) er en dansk fodboldspiller, der spiller for spanske Real Madrid i Liga F og Danmarks kvindefodboldlandshold.

## Karriere

### Klub
Signe Bruun startede sine ungdomsår i den lokale fodboldklub I.f.a hjemme i Stevnstrup. Senere spillede hun for IK Skovbakken i ungdomsårene. Derefter skiftede hun til Fortuna Hjørring i 2014, hvor hun hjalp holdet til at vinde det danske mesterskab og pokalturneringen. I 2018 fik hun kontrakt med den franske klub Paris Saint-Germain og var med til at vinde det franske mesterskab i 2021. I juni samme år skiftede hun til rivalerne Olympique Lyon, hvor hun har underskrevet kontrakt til 2023. Efter få kampe for den franske storklub valgte hun at skrive med engelske Manchester United på en lejeophold. Hendes tid i klubben var dog knap succesrig, da den var præget af skader, hvorfor hun herefter valgte at vende tilbage til Olympique Lyon. I juli 2023 skiftede hun til spanske Real Madrid Femenino.

### Landshold
Hun har spillet for alle ungdomsholdene fra U16 til U23, og fik debut på A-landsholdet den 24. oktober 2017 i VM-kvalifikationskampen mod Kroatien, som Danmark vandt 4-0. Signe Bruun blev skiftet ind i overtiden, hvorefter hun scorede Danmarks fjerde mål.
I sin landskamp nummer seksten mod Bosnien-Hercegovina scorede Bruun de første fem mål i 8-0-sejren. Hun satte dermed rekord for danske kvindelige spillere med mål i én kamp.

## Hæder

### Club
Fortuna Hjørring
- Elitedivisionen: 2015–16, 2017–18
- DBUs Landspokalturnering for kvinder: 2016

Paris Saint-Germain
- Division 1 Féminine: 2020–21[8]

### Individuel
- 2017 - Årets kvindelige fodboldtalent